# Восточная верфь
АО «Восточная верфь» (до 1994 года — Владивостокский судостроительный завод) — российское судостроительное предприятие, расположенное во Владивостоке.

## История
Предприятие основано в 1952 году под строительство малотоннажных кораблей из немагнитных материалов для нужд Тихоокеанского флота и пограничных сил Дальневосточного региона СССР таких, как военные катера, минные тральщики. В 1994 году завод был преобразован в акционерное общество. С 1950-х по 2000-е годы на предприятии было построено более 400 кораблей для ВМФ, пограничных сил и рыбопромысловых организаций. На экспорт в восемь стран мира (Вьетнам, Куба, Китай, Индонезия, Эфиопия, Гвинея, Ирак, Йемен) было поставлено более 30 единиц боевой техники: торпедных и ракетных катеров; базовых тральщиков, построенных на этом судостроительном предприятии.
По словам генерального директора ОАО «Восточная верфь» Игоря Мирошниченко, к 2010 году «Восточная верфь» по объёму производства вышла на 80-85 % от уровня производства до перестройки.

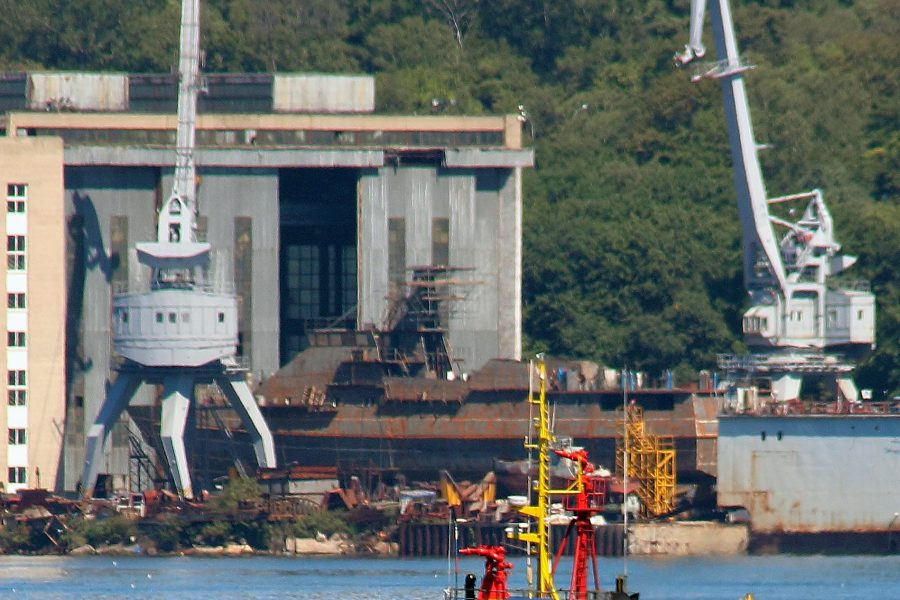
ПСКР проекта 22460 9 сентября 2014 года на «Восточной Верфи»

К концу 2013 года была завершена полная компьютеризация предприятия. Мощности предприятия позволяют строить суда и корабли водоизмещением до 2,5 тысяч тонн.
В 2015 году ВРИО гендиректора «Восточной верфи» назначен Олег Сиденко.
На январь 2016 года на «Восточной Верфи» для Федеральной пограничной службы ФСБ России строится ПСКР пр.22460 «Охотник», строительный №302. Продолжается строительство заложенного 27 октября 2015 года малого морского танкера проекта 03182 «Михаил Барсков» разработанного на Зеленодольском ПКБ в качестве многоцелевого судна усиленного ледового класса для транспортировки жидких и сухих грузов, выполнения спасательных операций с возможностью приема вертолетной техники, в том числе беспилотных летательных аппаратов, строительный №9001.
6 февраля 2018 года на стапеле заложен малый морской танкер проекта 03182, заводской №9002.
18 октября 2022 года "Восточная верфь" подала заявление о банкротстве

## Санкции
16 декабря 2022 года ОАО «Восточная верфь» внесено в санкционные списки Евросоюза, как производитель определенных типов катеров и десантных кораблей которые использовались во время агрессивной войны России против Украины. Таким образом, «Восточная верфь» несет ответственность за поддержку действий, подрывающих или угрожающих территориальной целостности, суверенитету и независимости Украины. 23 февраля 2023 года предприятие попало под санкции Канады против предприятий оборонной промышленности России продукция которой используется в войне на Украине. 24 февраля 2023 года, «в связи с годовщиной войны России против Украины», ОАО «Восточная верфь» внесено в санкционный список США как предприятие «изготовившее десантный корабль класса "Серна", использовавшийся при штурме острова Змеиный, и поставляющее корабли для Дальневосточного и Тихоокеанского флотов России». По аналогичным основаниям предприятие находится в санкционных списках Украины и Швейцарии

## Руководство
Управляющий директор — Виталий Клюев.
Руководители предприятия в разные годы:
- 2001-2015 — Мирошниченко Игорь Иванович
- 2016-2020 — Сиденко Олег Борисович
- 2020 — Лысенко Александр Борисович
- 2020-2021 — Баканёв Сергей Николаевич
- 2021 — Лазарев Геннадий Иннокентьевич
- 2021-2023 — Зубахин Олег Викторович
- 2023 — Бойчук Роман Викторович
- 2023-н.в. — Клюев Виталий Валерьевич

## Корабли в постройке

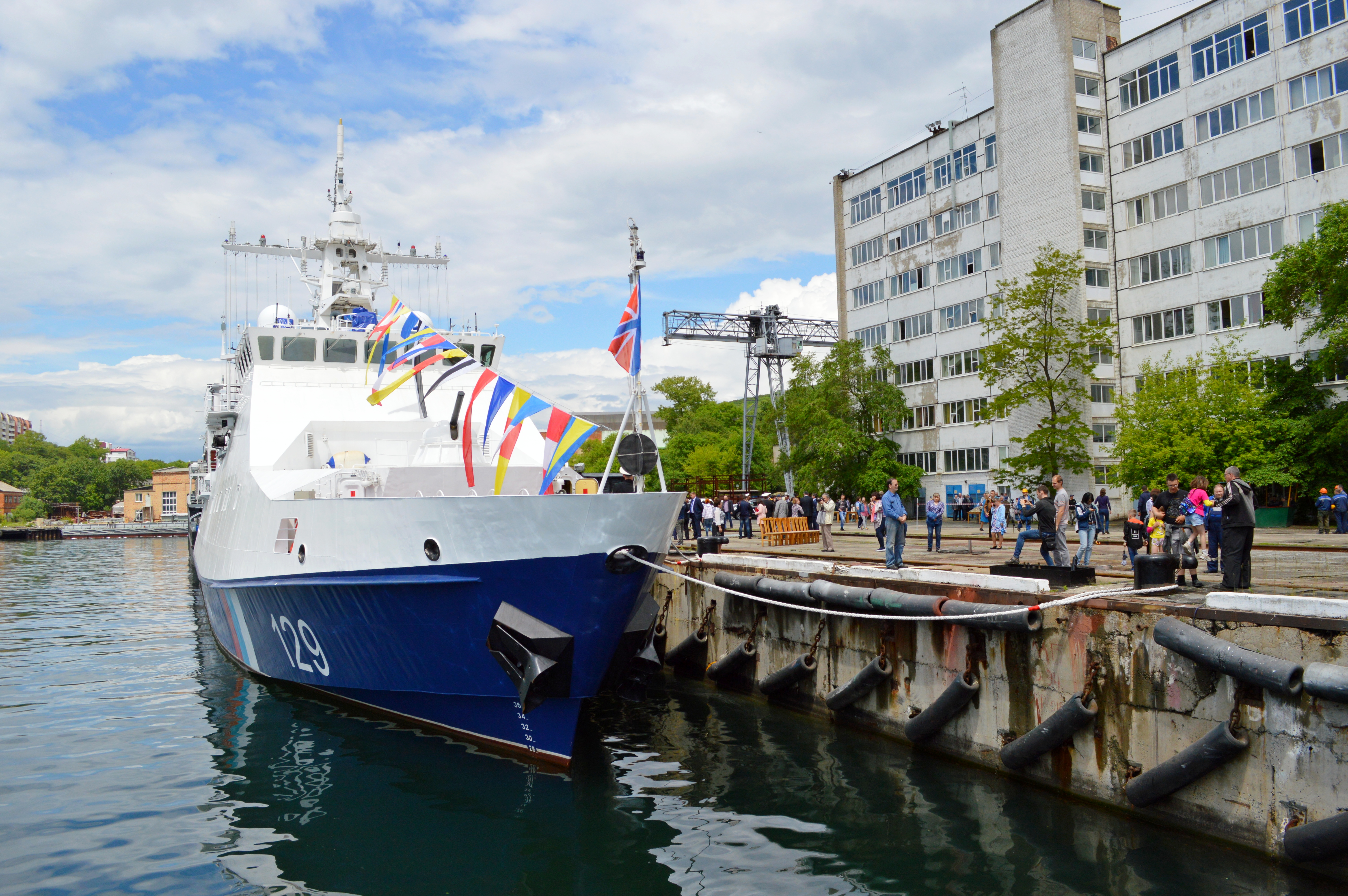
Многофункциональный пограничный сторожевой корабль 2 ранга проекта 22460 «Дозорный». Передача сахалинским пограничникам 21 июня 2018 года.

По состоянию на март 2018 года АО «Восточная верфь» ведёт постройку следующих кораблей и специальных плавучих средств:
- плавучий причал проекта 1516-СН — 1 единица
- малый морской танкер проекта 03182 — 2 единицы

## Продукция
- Торпедные катера проекта 206-МЭ для Вьетнама — 5 катеров, Камбоджи — 2, Эфиопии — 2, Кубы — 9, Сейшельских островов — 1
- Сторожевые катера проекта 10410 для БОХР России (СССР) — 13, Вьетнама — 2
- Десантные катера проекта 1176 — 1
- Десантные катера проекта 11770 для КТОФ — 1
- Малые противолодочные корабли проекта 12412 — нет данных
- Малые ракетные корабли проекта 1234 для КТОФ (пр.1234) — 3, (пр.1234.1) — 4
- Десантные катера проекта 21820 для КТОФ — 1
- Противодиверсионные катера проекта 21980 для КТОФ — 3
- Пограничные сторожевые корабли (ПСКР) проекта 205П — нет данных
- Пограничные сторожевые катера проекта 12200 для БОХР России — 2
- Сторожевые корабли проекта 22460 «Рубин» - 3
- Пограничные сторожевые катера проекта 1496М для БОХР России (пр.1496М) — 1, (пр.1496М1) — 5
- Малые гидрографические суда проекта В19910 для КТОФ — 1
- Малые морские танкера проекта 03182 для КТОФ — 1 в постройке + 1 заказан
- Суда типа катамаран проекта CD342 — 2 + 1 совместно с «Пасифико Марин»
- Краболовы проекта 03141 «Аурум» — 8[16]

## Фотогалерея

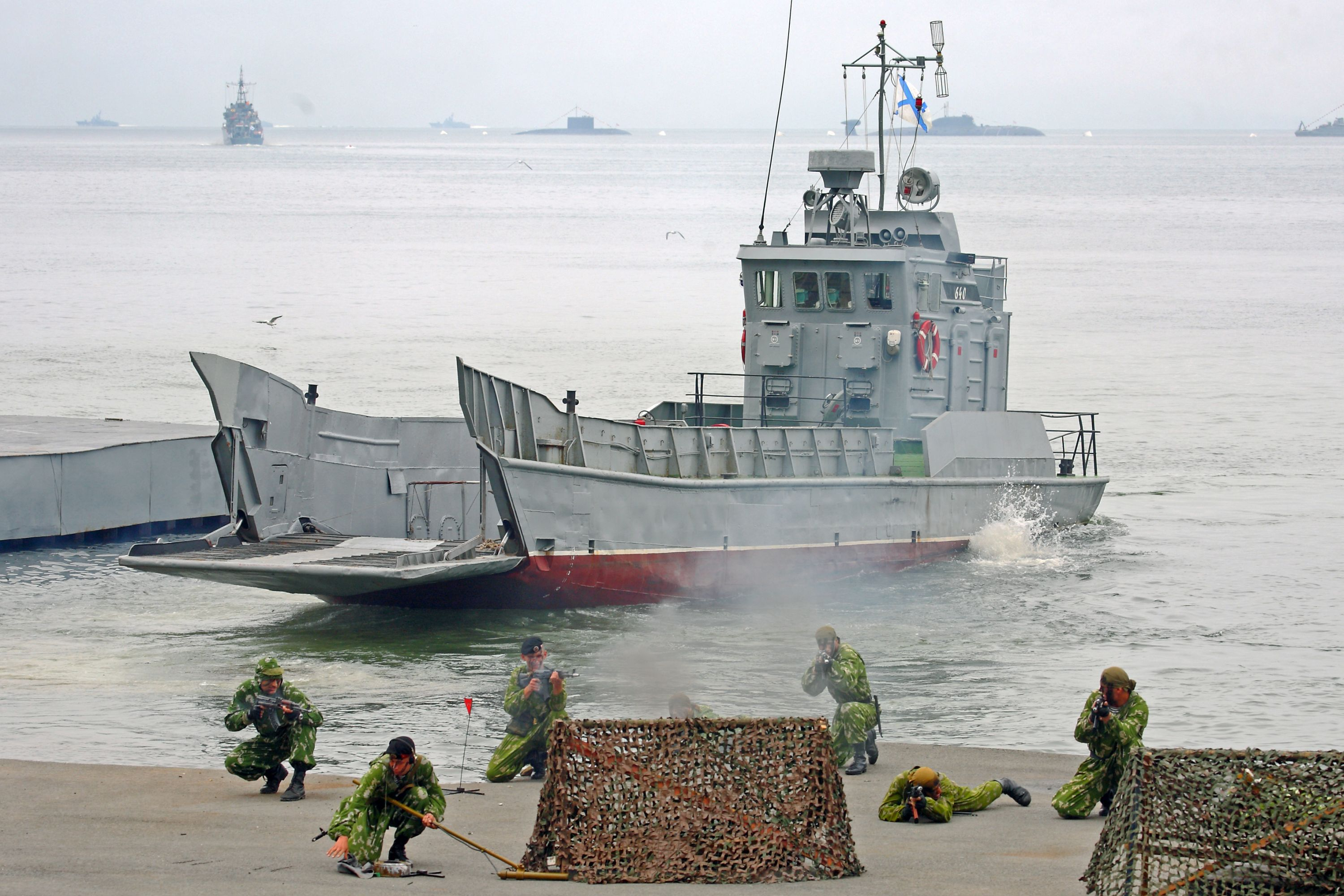
ДКА Д-704 проекта 1176
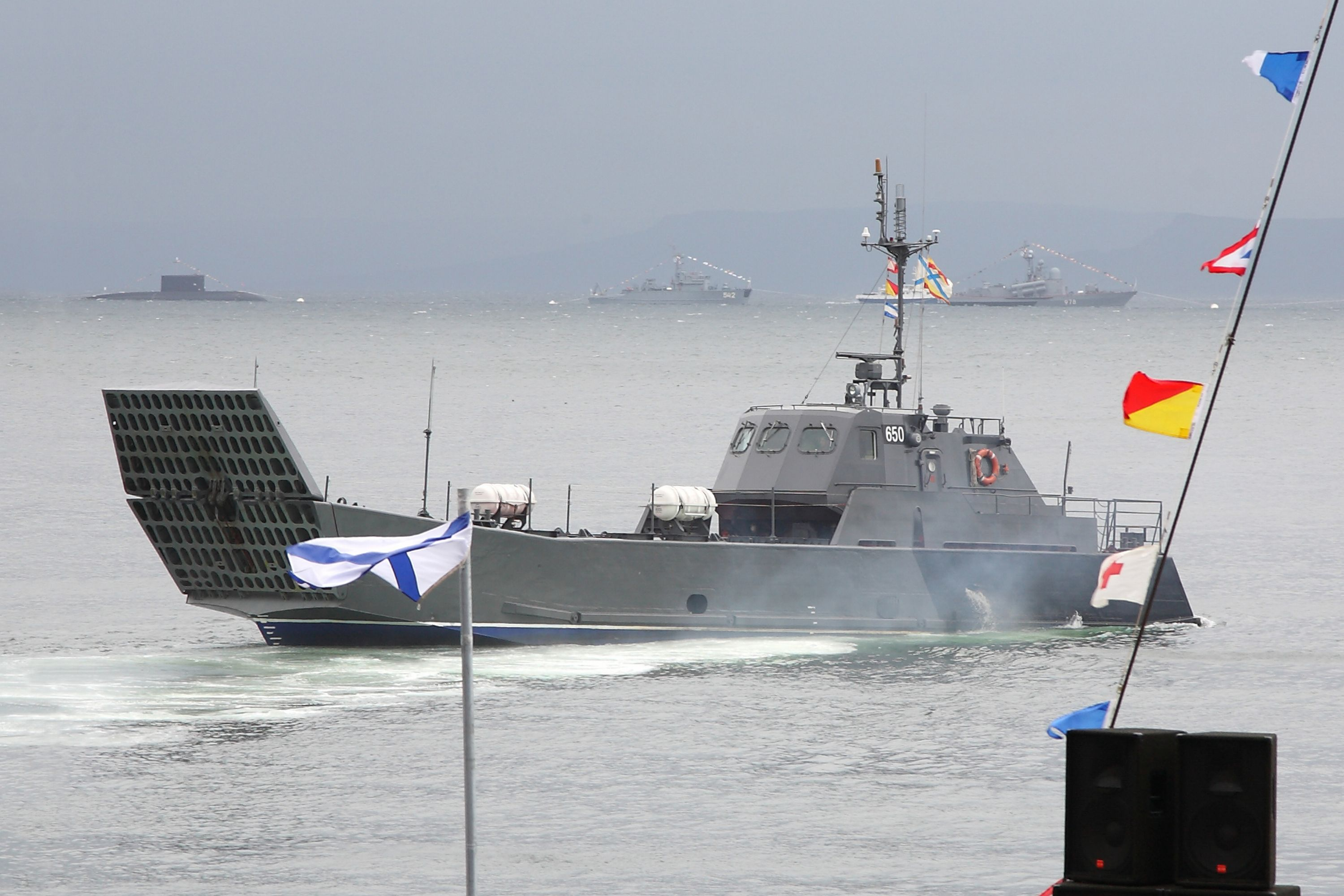
ДКА Д-107 проекта 11770
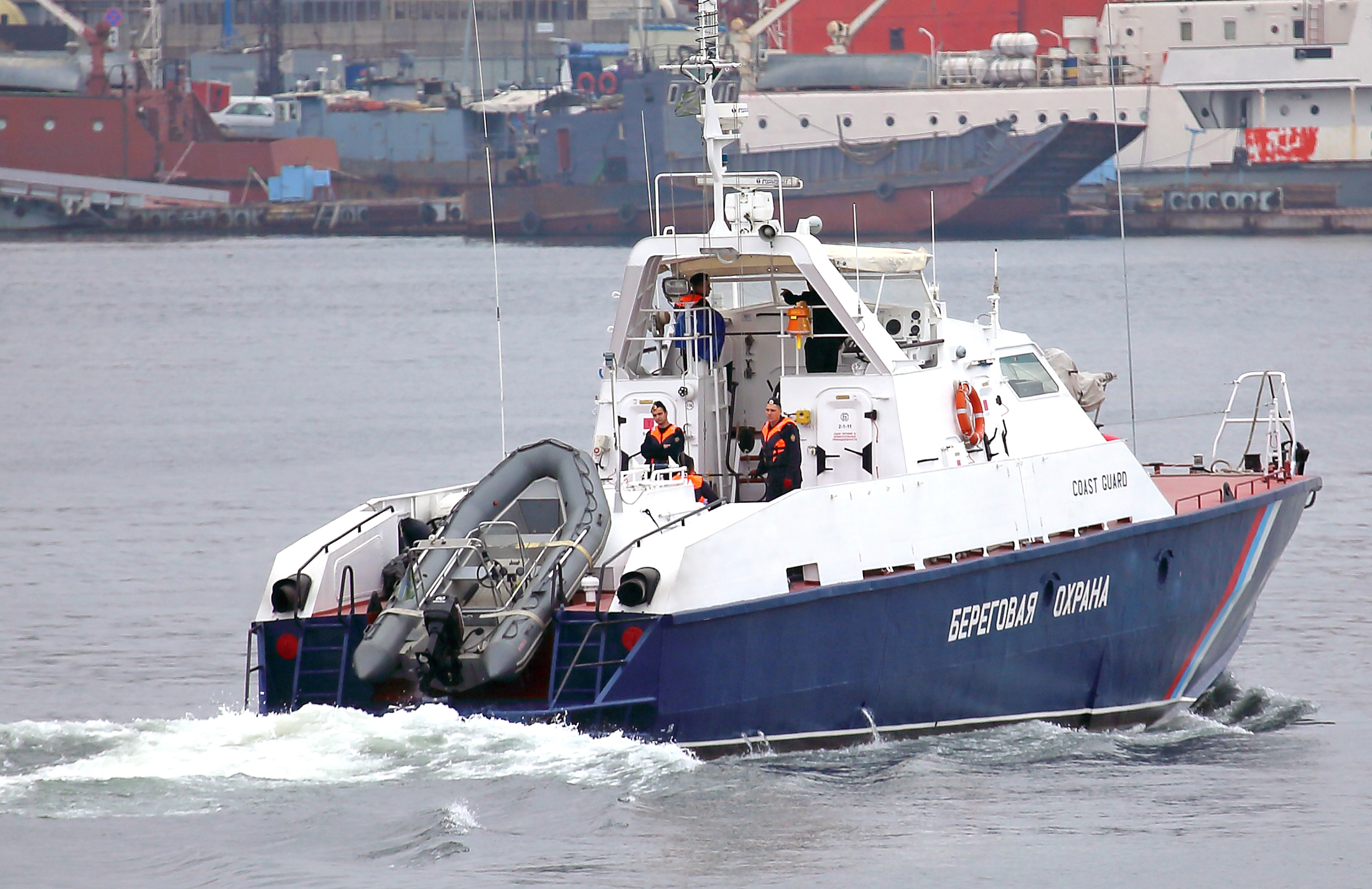
катер проекта 12200
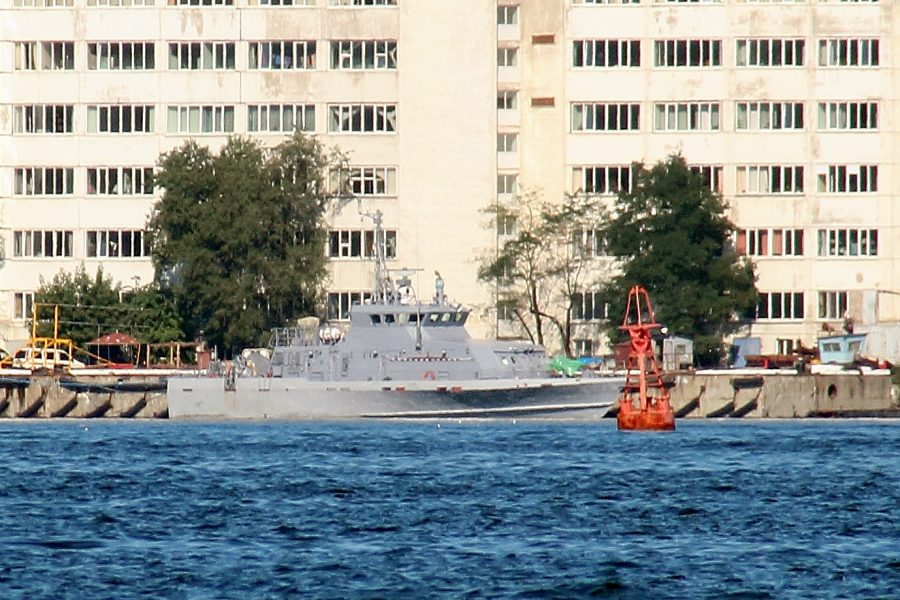
ПРДК П-417 проекта 21980
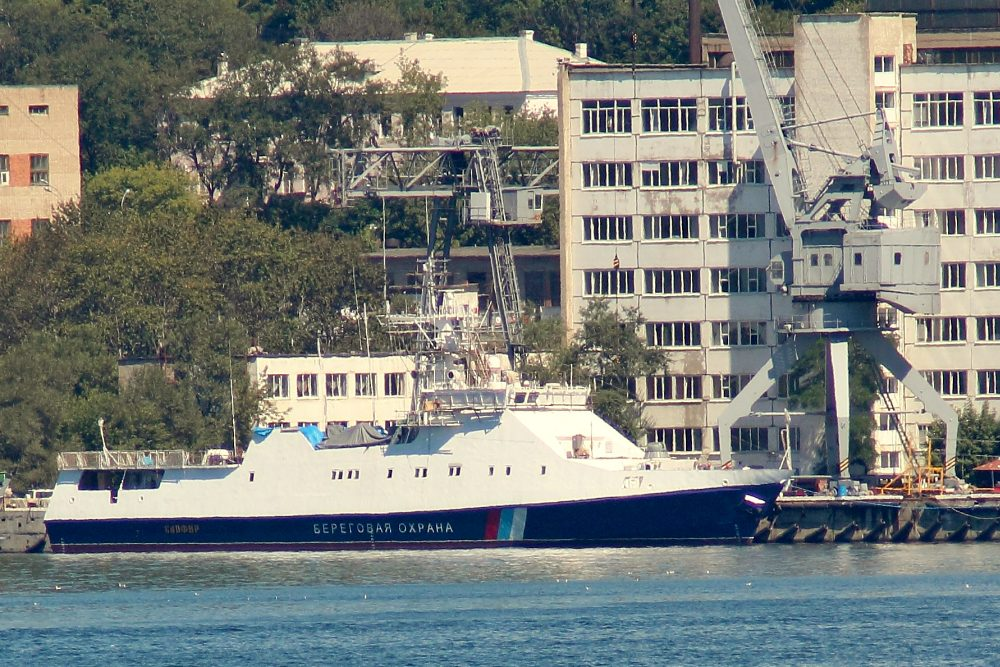
ПСКР «Сапфир» проекта 22460
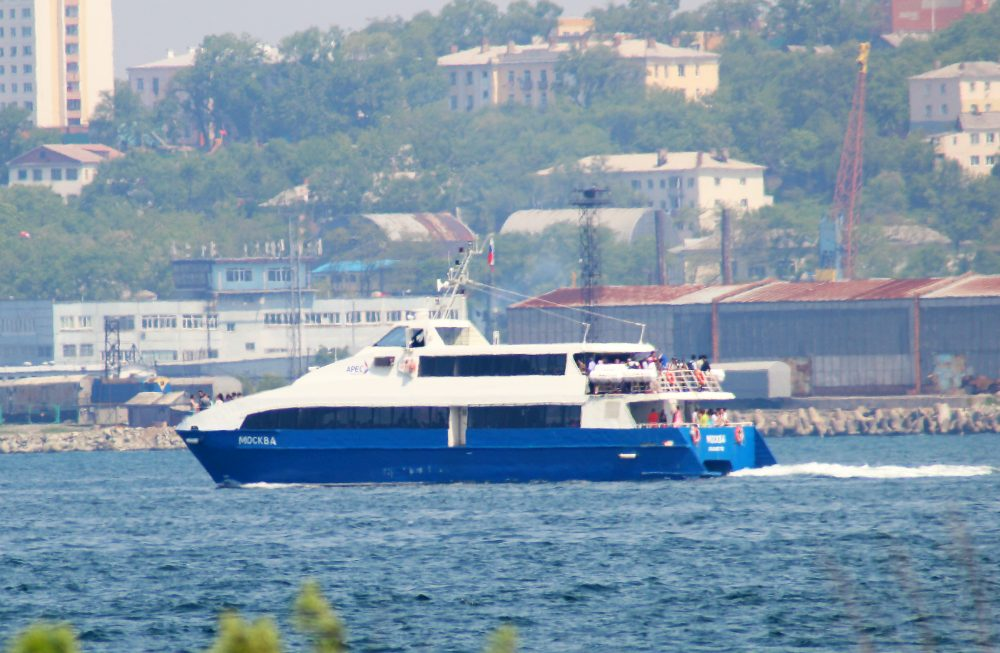
«Москва» катер типа катамаран проекта CD342